# IC 2713
IC 2713 је елиптична галаксија у сазвјежђу Лав која се налази на листи објеката дубоког неба у Индекс каталогу.
Деклинација објекта је + 12° 9' 55" а ректасцензија 11h 19m 10,2s. Привидна величина (магнитуда) објекта IC 2713 износи 15,9 а фотографска магнитуда 16,9. IC 2713 је још познат и под ознакама NPM1G +12.0269, PGC 3090989.